# Єн Вайт
Єн Вайт (англ. Ian Whyte; 13 серпня 1901, Данфермлін — 27 березня 1961, Глазго) —  шотландський композитор і диригент.

## Біографія
Здобув освіту у лондонському Королівському музичному коледжі під керівництвом Ральфа Воан-Уїльямса та Чарльза Вільєрс Стенфорда. В 1931 році очолив музичне мовлення BBC в Шотландії; на цій посаді він, крім іншого, зробив вирішальний внесок у створення в 1935 році Шотландського оркестру BBC, а з 1946 року очолив цей оркестр.
Композиторська спадщина Вайта велика і різноманітна. Вайт є автором трьох опер — «Комала», «Ковальня» (англ. The Forge) і «Сказання про пастухів» (англ. The Tale of the Shepherds), три балети, з яких найвідоміший — «Donald of the Burthens», поставлений в 1951 році в Королівському театрі Ковент-Гарден, завдяки включенню волинок до складу симфонічного оркестру. Крім того, Вайту належать фортепіанний, скрипковий і віолончельний концерти, ряд увертюр, прелюдій, маршів, сюїт (у тому числі являють собою симфонічні обробки шотландської народної танцювальної музики), три струнних квартети й інша камерна і вокальна музика.